# Юлдаш Суярембетов
Юлдаш Суярембетов (Елдаш-мулла; баш. Юлдаш Һөйәрембәтов; ?—1742) — башкирский мулла, старшина Кудейской волости Сибирской дороги, один из предводителей башкирских восстаний (1735—1740).

## Биография
Происходил из башкир Кудейской волости Сибирской дороги. Служил старшиной Кудейской волости.
В 1737—1739 годах, наряду с Бепеней Торопбердином, был одним из организаторов и идеологов башкирских восстаний Сибирской дороги. В январе 1737 года принёс присягу Кузяшу Рахмангулову. Рассылал письма в башкирские волости и в администрацию, в которых излагал причины недовольства царскими властями. Весной 1737 года вёл переговоры с казахами Среднего жуза, просил их оказать повстанцам вооружённую поддержку. Летом 1737 года во главе отряда повстанцев участвовал в сражениях в районе Бирска, Катайского острога, Красноуфимской крепости, Кунгура, Осы и ряда других населённых пунктов Исетской и Уфимской провинций. 18 сентября 1737 года вступил в бой с карательным отрядом капитана Голчина в районе Калиновской крепости, по итогам которого отряд Юлдаша Суярембетова был вынужден отступить к Бирску. В 1738 году вместе с другими участниками восстания принёс повинную Л. Я. Соймонову в Табынскую крепость. Когда весной 1739 года местная администрация приняла решение провести перепись башкир, Юлдаш Суярембетов выступил против этого. Съезд старшин принял решение не проводить перепись. В 1740 году совместно Кузяшем Рахмангуловым и Шиганаем Бурчаковым действовал против мятежников Карасакала. Тем не менее, в 1740 году был взят в плен царскими властями. Содержался в Оренбурге в тюремном остроге. В 1742 году был казнён.